# George Nikovski
George Nikovski (* 27. srpna 1992) je severomakedonský fotbalový záložník, narozený ve Švédsku, momentálně hrající nižší německou ligu za tým TuS Marialinden.